# Tz database
Tz database, kallas också IANA Time Zone Database, Zoneinfo database, är en databas för information om världens tidszoner. Databasen sköts av IANA och används främst av datorprogram och operativsystem.